# Nachzill
Nachzill (auch: Nachzüll, Nachtziel, Nachtselde) bezeichnete die Pflicht, einem Jäger ein einfaches Nachtquartier und Verpflegung zu geben. Der Jagdhund und der Vogel (Jagdfalke) wurden dabei besonders erwähnt.
Nachzill gehörte ähnlich dem Scharwerken zu den Leistungen, die die Bauern ihrer Herrschaft zu erbringen hatten.
Sie wurde neben den Scharwerkdiensten und den sonstigen Abgaben und Steuern zum Beispiel im Salbuch von 1416/1440 zu jedem betroffenen Bauern aufgezeichnet.
Im Deutschen Wörterbuch von Jacob Grimm und Wilhelm Grimm finden sich folgende Erklärungen:
Das Nachtziel bedeutet die Zeit einer Nacht, auch als nachtzill bezeichnet.
Entsprechend wird die Zeit eines Tages als tagzill bezeichnet.
Das Wort wird auch für nachtselde oder abgekürzt nachtsel benutzt und umgedeutet.
Die Nachtselde (auch: nachtsöld, nachtselle, nachtsell, nachtsel) (mittelhochdeutsch: nahtselde) bedeutet Nachtlager, Nachtherberge.